# Государственный служащий
Госуда́рственный слу́жащий (госслу́жащий) — работник (служащий), исполняющий те или иные обязанности в соответствии с занимаемой должностью на государственной службе (службе государственной), и лицо, назначенное или избранное на эту должность.

## Типы государственных служащих в России
Согласно российскому законодательству выделяются следующие государственные служащие:
- федеральные государственные служащие:
  - военнослужащие;
  - федеральные государственные гражданские служащие;
  - государственные служащие иных видов, статусы которых устанавливаются федеральными законами;
- государственные гражданские служащие субъекта Российской Федерации.

Федеральный государственный служащий — работник, осуществляющий профессиональную служебную деятельность на должности федеральной государственной службы и получающий денежное содержание (вознаграждение, довольствие) за счёт средств федерального бюджета.
Государственный гражданский служащий субъекта Российской Федерации — работник, осуществляющий профессиональную служебную деятельность на должности государственной гражданской службы субъекта Российской Федерации и получающий денежное содержание (вознаграждение) за счёт средств бюджета соответствующего субъекта Российской Федерации.
В случаях, предусмотренных Федеральным Законом, государственный гражданский служащий субъекта Российской Федерации может получать денежное содержание (вознаграждение) также за счёт средств федерального бюджета.
Государственными служащими субъекта Российской Федерации могут быть только гражданские служащие (служащие, состоящие на правоохранительной или военной службе (военнослужащий), являются только федеральными государственными служащими).

## Государственный служащий с трёх точек зрения
Понятие «государственный служащий» можно анализировать в трёх аспектах.
1. С государственно-правовой точки зрения, государственный служащий — это «слуга» государства (его органов), наделенный им полномочиями различного характера и значения. Служащий представляет государство в его многообразных взаимоотношениях как внутри государственной администрации (различных государственных органов и организаций), так и во внешних связях с другими общественными, государственными и негосударственными организациями. Государственный служащий — результат развития общества и государства, призванный осуществлять государственные функции.
2. С административно-правовой точки зрения, государственный служащий имеет особые властные, организационно-распорядительные полномочия. Он представитель власти, реализующий юрисдикционные (правоохранительные) меры и полномочия и применяющий административно-правовые санкции.
3. С уголовно-правовой точки зрения, государственный служащий — особый субъект уголовной и административной ответственности (государственные служащие — должностные лица — несут ответственность за преступления против государственной власти и интересов государственной службы).